# At-Tur (sura)

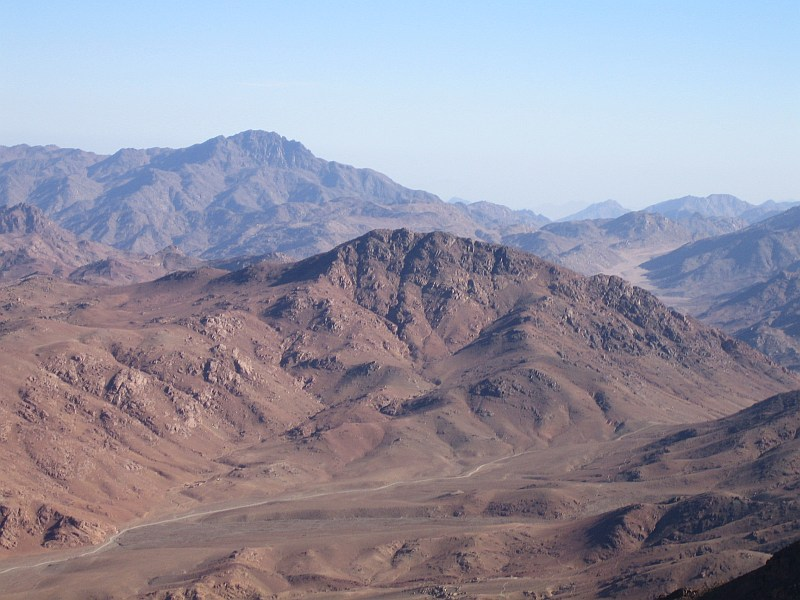
Sinai berg.

At-Tūr (arabiska: سورة الطور) ("Sinai berg") är den femtioandra suran i Koranen med 49 verser (ayah). Den är från Mekka-perioden.